# Philonotis pallida
Philonotis pallida är en bladmossart som beskrevs av Georg Friedrich von Jaeger 1880. Philonotis pallida ingår i släktet källmossor, och familjen Bartramiaceae. Inga underarter finns listade i Catalogue of Life.